# Sogno di sant'Orsola
Il Sogno di sant'Orsola è un telero (tempera su tela, 274x267 cm) di Vittore Carpaccio, firmato e datato 1495 e conservato nelle Gallerie dell'Accademia di Venezia. Si tratta del sesto episodio dipinto per le Storie di sant'Orsola, già nella Scuola di Sant'Orsola a Venezia: è il sesto anche dal punto di vista dello sviluppo del racconto.

## Descrizione e stile
Secondo le fonti agiografiche seguite da Carpaccio, la cristiana Orsola, figlia del re di Bretagna, accettò di sposare Ereo, principe pagano d'Inghilterra, a patto che egli si convertisse e andasse con lei in pellegrinaggio a Roma. Durante il viaggio di ritorno, nella città di Colonia, i pellegrini furono martirizzati dagli Unni (in realtà il marito di Orsola, identificabile col sovrano Conan Meriadoc, dopo la celebrazione del loro matrimonio a Roma tornò da solo in patria, senza dunque venire ucciso a Colonia).
Il presagio della tragica sorte arriva a Orsola nella Città Eterna, mentre essa riposa in un letto matrimoniale lasciato intatto dalla parte dello sposo (che non è presente nella stanza): le appare infatti in sogno un angelo che reca la palma del martirio, "sospinto" da una luce divina che invade la camera. Dei nove teleri che compongono il ciclo, questo è l'unico privo di coralità, mettendo in scena appunto solo Orsola, l'angelo e un cagnolino.
L'interno della stanza, compiuto e indagato nei minimi dettagli, rimanda alla tradizione italiana, mentre il gusto per l'uso di diverse fonti di luce è un chiaro retaggio della pittura fiamminga. Orsola dorme in un tipico letto a cassettoni medievale, cioè sopraelevato da una base lignea in cui si trovavano cassepanche per riporre gli oggetti del corredo. Il letto è riccamente decorato da dorature, poggia su un esotico tappeto orientale (su cui si vedono anche gli zoccoli) e in alto è coperto dal baldacchino, mentre la testiera ha una forma architettonica, con appesi fili di corallo rosso, antichissimo amuleto apotropaico. La corona di Orsola si trova appoggiata sulla base del letto. Il soffitto è composto da una travatura a lacunari.

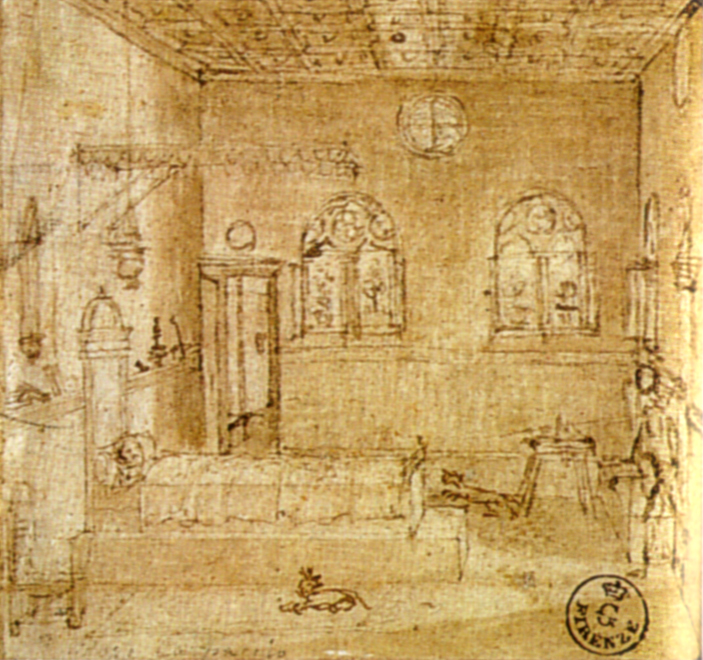
Disegno preparatorio

Nel resto della stanza si vedono una sedia, una cornice appesa, contenente verosimilmente un'immagine sacra per la devozione privata cui è attaccato un portacandela con un cero acceso e un'ampolla di acquasanta, un portale finemente decorato con un Ercole sulla cimasa, una bifora con vasi di fiori sul davanzale che dà sul recinto incannicciato di un giardino, uno sgabello davanti a un tavolino con libri e una clessidra, uno stipo aperto con altri libri, un oculo con i tipici vetri "a fondo di bottiglia" piombati e, infine, al di sopra della porta, un'altra statuetta anticheggiante con Venere. Molti sono i simbolismi: il mirto e i garofani nei vasi evocano l'amore terreno e quello divino, il cagnolino presso il letto simboleggia la fedeltà coniugale, mentre la scritta diva fausta ("gli annunci divini sono propizi") sotto la statua di Ercole indica il carattere di redenzione del messaggio divino.
Straordinaria è la capacità di mantenere un'unità ambientale integra riuscendo al tempo stesso a concentrarsi nei più minuti particolari.
Del dipinto esiste un disegno preparatorio (conservato nel Gabinetto dei Disegni e delle Stampe degli Uffizi), che mostra come sia stato portato in primo piano il letto dando alla scena narrativa uno sviluppo più chiaro. Il ritmo è lento, lirico e magicamente sospeso, la luce indaga con precisione i dettagli con la stessa precisione di un Vermeer decenni dopo, e il colore è denso di effetti atmosferici che accrescono il senso incantato dell'apparizione.